# Lumindai
Lumindai is een bestuurslaag in het regentschap Sawah Lunto van de provincie West-Sumatra, Indonesië. Lumindai telt 2361 inwoners (volkstelling 2010).